# Ahmed Chagou
Ahmed Chagou (arab. أحمد شاكو, ur. 27 listopada 1987) – marokański piłkarz, grający jako środkowy obrońca w Ittihad Khémisset.

## Klub

### Początki
Zaczynał karierę w Rachad Bernoussi, gdzie grał jako junior i jako senior do 2009 roku.

### Difaâ El Jadida
1 lipca 2009 roku dołączył do Difaâ El Jadida.
W sezonie 2011/2012 (pierwszym dostępnym na stronie Transfermarkt) zagrał 16 spotkań, strzelił jedną bramkę i miał jedną asystę.
W kolejnym sezonie wystąpił w 26 spotkaniach, strzelił dwa gole i miał jedną asystę. Zdobył puchar Maroka.
W swoim ostatnim sezonie w barwach tego zespołu zagrał 25 meczów i strzelił 5 bramek.

### Raja Casablanca
1 lipca 2014 roku przeszedł do Raja Casablanca. W tym zespole zadebiutował 27 sierpnia 2014 roku w meczu przeciwko Difaâ El Jadida (3:0 dla byłego klubu Chagou). Zagrał cały mecz. Łącznie wystąpił w 13 spotkaniach.

### Kawkab Marrakesz
3 lipca 2015 roku został zawodnikiem Kawkabu Marrakesz. W tym klubie debiut zaliczył 6 września 2015 roku w meczu przeciwko Mouloudia Wadżda (2:0 dla Kawkabu). W debiucie strzelił gola – do siatki trafił w 88. minucie. Łącznie zagrał 51 meczów, w których strzelił 6 bramek.

### Racing Casablanca
26 grudnia 2017 roku dołączył do Racingu Casablanca. W tym klubie debiut zaliczył 25 lutego 2017 roku w meczu przeciwko Hassanii Agadir (2:1 dla rywali Racingu). Zagrał cały mecz. Pierwszą bramkę strzelił 8 kwietnia 2017 roku w meczu przeciwko Difaâ El Jadida (1:1). Do siatki trafił w 30. minucie. Łącznie zagrał 10 meczów i strzelił dwa gole.

### Ittihad Khémisset
1 sierpnia 2019 roku dołączył do Ittihadu Khémisset.

## Reprezentacja
Na Mistrzostwach Narodów Afryki 2014 siedział na ławce podczas wszystkich meczów grupowych i ćwierćfinału.